# Callistethus hiekei
Callistethus hiekei är en skalbaggsart som beskrevs av Frey 1968. Callistethus hiekei ingår i släktet Callistethus och familjen Rutelidae. Inga underarter finns listade.